# Fontaine de Diane (Paris)
La fontaine de Diane appelée aussi fontaine Le Doyen est située dans la partie sud des jardins des Champs-Élysées, près du restaurant Ledoyen et proche de la place de la Concorde dans le 8e arrondissement de Paris.

## Historique
Peu de temps après avoir terminé les fontaines de la Concorde Jacques Hittorff construit quatre fontaines supplémentaires dans les squares des jardins des Champs-Élysées. La fontaine de Diane en fait partie, elle fut construite en 1840. Des proportions et des formes de la fontaine reflètent parfaitement les œuvres réalisées durant la Restauration et la Monarchie de Juillet. 

## Description
Le bassin circulaire de la fontaine, le piédestal avec une décoration en forme de coquillages et la vasque soutenue par les dauphines ornées de feuilles de palmiers et les têtes de lions crachant de l'eau, sont identiques aux trois autres fontaines installées dans les jardins des Champs-Élysées par Jacques Hittorff :
- la fontaine de la Grille du Coq
- la fontaine du Cirque
- et la fontaine des Ambassadeurs

Seules les parties supérieures divergent. La fontaine de Diane est ornée par une sculpture de Diane Chasseresse réalisée par Louis Desprez, prix de Rome en 1826. Debout sur une touffe de roseaux, Diane avec torse dénudé relève sa robe. La fontaine possède une grande vasque en pierre posée sur un piédestal de bronze octogonal décoré de quatre dauphins et de feuilles. L'eau jaillit aux pieds de Diane et retombe de la grande vasque décorée de douze mascarons à l'effigie de têtes de lions, ornés par des oves, entrelacs et des feuillages, qui viennent compléter les têtes de lions. L'eau jaillit tranquillement, par un jet fin retombant dans le grand bassin.

## Galerie

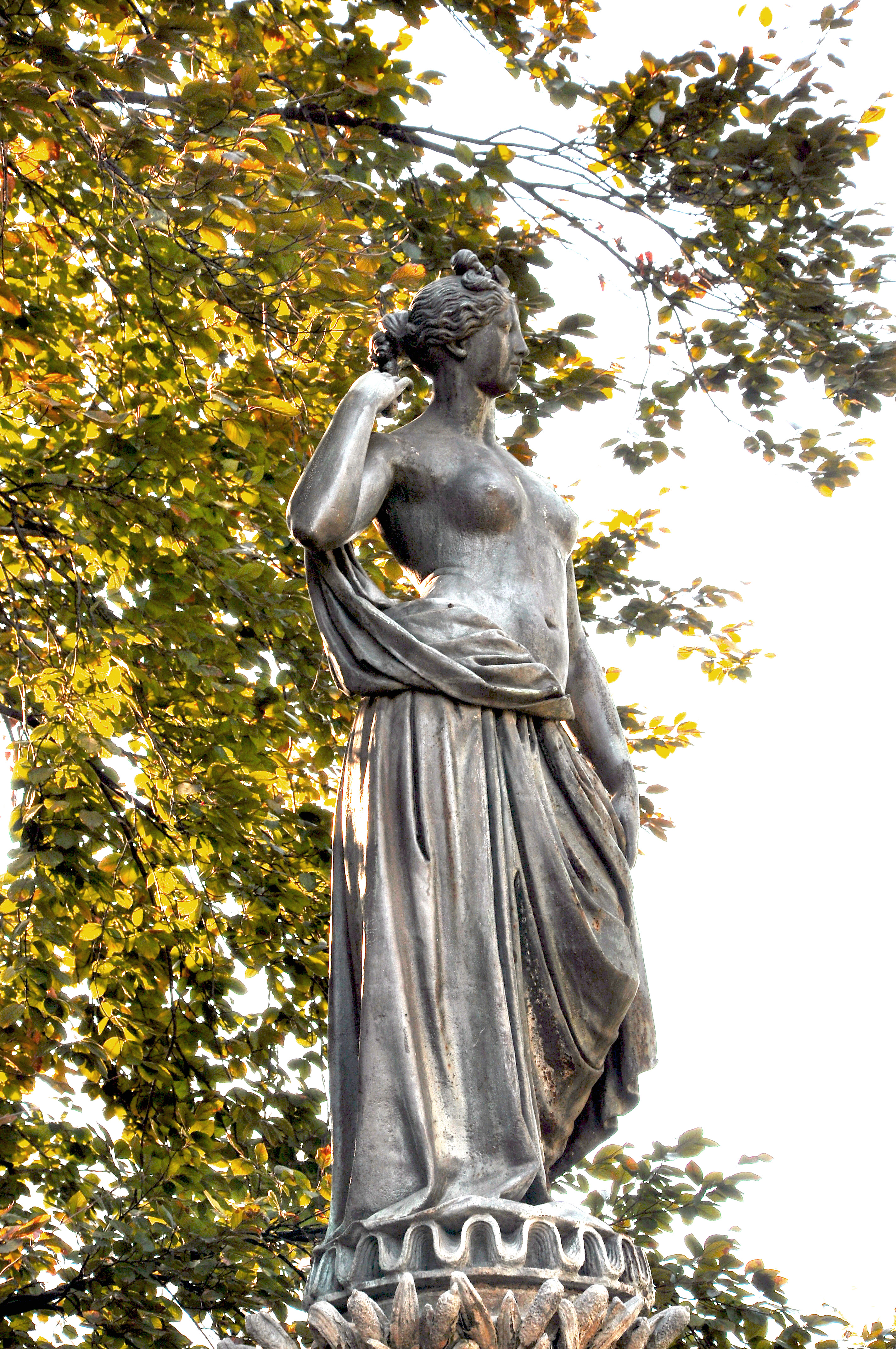
Statue de Diane.
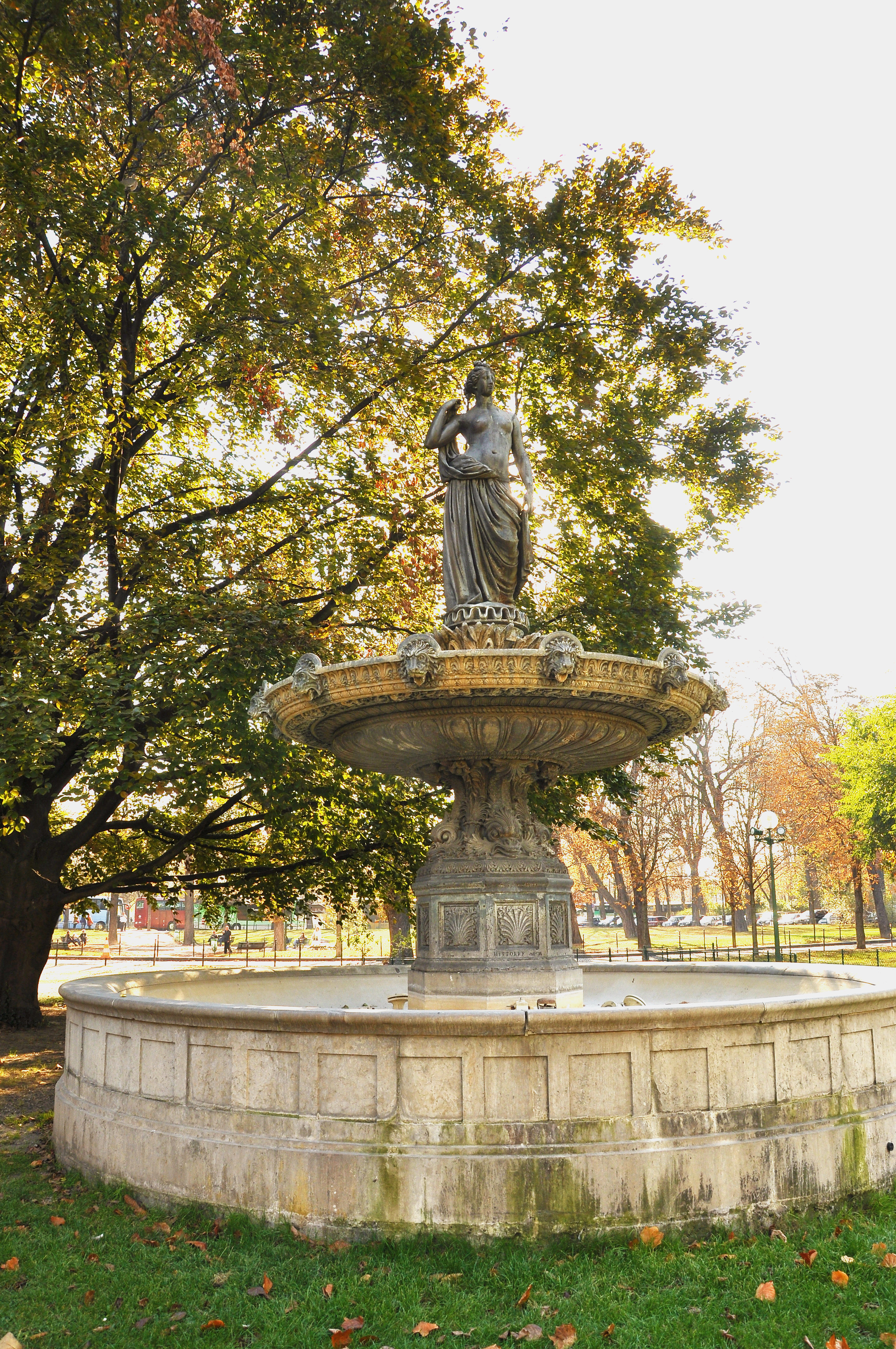
Vue d'ensemble.